# Syndrome de Peter Pan
Pour les articles homonymes, voir Peter Pan (homonymie).
 Mise en garde médicale
Le syndrome de Peter Pan (parfois nommé complexe de Peter Pan ou puer aeternus et abrégé SPP) est un terme utilisé pour désigner l'angoisse liée à l'idée de devenir adulte et de quitter l'enfance et plus généralement pour caractériser un adulte émotionnellement immature, en référence au personnage de fiction de littérature jeunesse créé par J. M. Barrie, archétype du « garçon qui ne voulait pas grandir ». L'expression « être enfant dans un corps d'adulte » peut être une définition plutôt claire sur ce que vivent les personnes atteintes de ce syndrome. Bien que largement popularisée par un psychanalyste, Dan Kiley, qui en fit le titre d'un ouvrage à succès paru en 1983, la notion ne constitue pas pour autant un syndrome reconnu dans l'ensemble en psychologie clinique, en effet le très faible nombre d'études sur le sujet ne permet pas au syndrome de Peter Pan d'adopter un aspect scientifiquement viable. Selon l'analyse littéraire, la figure de l'enfant qui ne veut pas grandir, dite puer aeternus (le « garçon éternel » en latin), est au centre de nombreux mythes et œuvres de fiction. Elle peut aussi être rapprochée du concept d'enfant intérieur développé dans la théorie psychanalytique jungienne.

## Origine
L'idée d'un syndrome de Peter Pan est développée par un psychanalyste américain, Dan Kiley, en 1983. L'expression fait référence au personnage de Peter Pan, héros créé par J. M. Barrie et personnage principal de sa pièce Le Garçon qui ne voulait pas grandir (1904). Dan Kiley dans son ouvrage de 1983 Le Syndrome de Peter Pan, sous-titré Ces hommes qui ont refusé de grandir (The Peter Pan Syndrome: Men Who Have Never Grown Up), décrit ces derniers comme « narcissiques, émotionnellement immatures, socialement irresponsables et dépendants ».
Ce syndrome n'est pas reconnu par le corps médical comme une entité clinique réelle car il n'a pas fait l'objet d'études scientifiques. De fait, il n'apparaît pas dans les classifications nosographiques des maladies mentales, telles que le DSM-IV. Selon les psychologues cliniciens qui ont critiqué cette notion, l'explication du succès de ce concept dans la psychologie populaire tiendrait à la faible spécificité des critères diagnostiques proposés par Kiley qui font qu'on peut très facilement se reconnaître dans la définition qu'en donne Kiley (effet Barnum).
Dans la description qu'en donne Kiley et telle qu'elle fut popularisée, le syndrome apparaîtrait le plus souvent au début de l'âge adulte, lorsque l'individu de sexe masculin commence à avoir des responsabilités. Toujours selon Kiley, les plus jeunes sont généralement célibataires et s'ils sortent avec des femmes, ce sont des femmes d'un âge inférieur à l'âge de l'homme ou qui font des actes suggérant une immaturité. Kiley fait remarquer qu'on l'observe particulièrement chez les familles aisées.
Le psychologue Jean-Yves Flament avance quant à lui la possibilité d'un retard dans le développement émotionnel des individus touchés par ce syndrome, il explique : "Le syndrome de Peter Pan prend racine dans l'enfance, en particulier dans les familles où le père est absent, fuyant, dévalorisé ou tyrannique. Résultat : la mère porte péniblement le fardeau de la famille en prenant appui sur son fils, qui se retrouve tiraillé entre sa nature d'enfant et ses nouvelles responsabilités d’adulte, l’enfant se trouve alors déraciné de tout repère de son âge. Dans cette situation, l'enfant "sépare" son intellect de ses émotions pour se protéger. L'intellect grandit avec ses nouvelles responsabilités, mais les émotions restent "bloquées" dans l'enfance. "C’est pourquoi ces personnes, pourtant très fines et perspicaces quand il s’agit d’intellect, font preuve de réactions impulsives et puériles dès qu’il s’agit d’émotion.",.
La notion se rapproche de celle du garçon éternel, puer aeternus, que représente le dieu-enfant Bacchus dans les Métamorphoses d'Ovide (Livre IV).
À la suite du succès de son livre Le Syndrome de Peter Pan, Dan Kiley a développé le thème du Dilemme de Wendy dans le livre de même titre, sous-titré Quand les femmes cessent de materner leurs hommes (1985).

## Les stades selon Kiley
Dans la description, que donne Kiley, il y aurait plusieurs stades :
- de 12 à 17 ans : les symptômes apparaissent, avec une certaine irresponsabilité de l'individu, des angoisses, une certaine solitude et un conflit face au sexe ;
- de 18 à 22 ans : un certain narcissisme apparait, doublé parfois d'une misandrie ou misogynie ;
- de 23 à 25 ans : l'individu peut se plaindre d'une insatisfaction face à la vie et une inadaptation au monde extérieur. Le plus souvent, les psychologues interprètent cela comme normal ;
- de 26 à 30 ans : début de la phase chronique du syndrome. Jouant l'adulte « mûr » ;
- à partir de 45 ans : l'adulte peut tenter de retrouver son enfance face à un style de vie qu'il n'a pas choisi (avec la culpabilité d'avoir « perdu » des années). La dépression et l'agitation dont fait preuve l'individu augmentent avec l'approche de l'andropause[7].

## Profils psychologiques du patient selon Humbelina Robles Ortega
En 2007, la professeure Humbelina Robles Ortega, qui a dirigé une étude à l'université de Grenade,, liste les caractéristiques suivantes.

### Irresponsabilité
Le patient souffre d'une incapacité à assumer ses responsabilités et à tenir des objectifs contraignants, il doit sans cesse se forcer pour effectuer des tâches simples et les remet souvent à plus tard.

### Narcissisme
Le patient a une obsession envers son apparence physique et son bien-être personnel qui peut verser dans le narcissisme et la dysmorphophobie. Son image extérieure ne reflétant pas l'enfant qui est en lui, le patient est alors victime d'un conflit intérieur, ce qui peut le pousser à avoir recours à la chirurgie esthétique par exemple.

### Insociabilité
Lors du passage à l'âge adulte, le patient va commencer à ressentir de plus en plus d'inconfort en présence de personne de son âge. Cela s’explique par la différence de perception qu'il y a entre l'image d'adulte qu'il renvoie et ce qu'il est psychologiquement, un enfant. L'individu va alors développer une peur absolue du regard des autres qui se traduit par un stress symptomatique. Le patient s'isole socialement, et adopte une forme d'hypocrisie derrière laquelle il se camoufle. Il peut aussi développer une certaine susceptibilité et une difficulté à accepter les critiques.

### Manque de confiance en soi
Le profil psychologique du patient l'empêche de croire en lui, souvent démoralisé par le monde qui l'entoure, il se crée une bulle dans laquelle il se rabaisse en silence. Le patient a aussi peur de l’engagement, quel qu'il soit, cependant syndrome de Peter Pan et relations amoureuses sont souvent durables.

### Peur d’être seul
Le patient présentant un syndrome de Peter Pan souffre de solitude, ce qui le mène à s’entourer de gens de manière opportuniste. Cela se manifeste aussi par la recherche inconsciente ou non d’un ami de son âge mental, c'est-à-dire, la plupart du temps, un enfant avec lequel il aimerait devenir ami. Dépendant affectif, le patient vit les séparations et les éloignements avec les personnes qu'il aime comme de véritables déchirements dévalorisants qui peuvent le pousser à commettre des actes dangereux pour son intégrité physique et morale. L'éloignement entre la mère et l'individu peut être perçu comme un abandon, ce qui a pour effet de plonger le patient dans une angoisse importante.

### Dépression
Plus le patient est confronté à un rôle d'adulte, plus la nostalgie va devenir angoissante, Le patient se rend alors compte que son enfance est irrécupérable ce qui le plonge dans des dépressions ponctuelles.

### Achats compulsifs
L'immaturité émotionnelle de l'individu l'empêche de contrôler ses dépenses. La plupart du temps, les achats du patient substituent un manque de repères matériels et affectifs.

### Conflit face au sexe
Le patient reçoit la sexualité extérieure comme un acte violent, abject et sale. Malgré son envie potentielle d'avoir des enfants, le patient peut émettre, durant l'adolescence notamment, l'envie de rester vierge toute sa vie. Sa sexualité n'est cependant pas inexistante mais reste la plupart du temps soit difficilement supportable, soit extrêmement intime.

## Profils psychologiques du patient selon Kiley
Selon Kiley, sept traits psychologiques sont majoritaires dans la vie du patient présentant un Syndrome de Peter Pan. Ils sont présents à chaque stade et se remarquent principalement en période de crise. Lorsque le patient s'installe dans la phase chronique du syndrome, il a tendance à les dissimuler derrière un masque de maturité.

### Paralysie émotionnelle
Le patient n'exprime pas ses émotions telles qu'il les ressent. Elles ressortent souvent sous des formes extrêmes, par exemple : la colère sous forme de rage, la joie sous celle de l'hystérie et la déception sous celle de l'auto-apitoiement. La tristesse peut ressortir sous forme d'une gaieté forcée, de blagues infantiles, ou d'un rire nerveux. Selon Kiley, les patients finissent par perdre contact avec leurs émotions et ne savent pas ce qu'ils ressentent.

### Procrastination
Au cours du 1er stade du Syndrome de Peter Pan, les jeunes patients remettent sans cesse les choses à plus tard, jusqu'à ce qu'ils soient forcés de les faire. Les patients plus âgés, se sentant coupables d'avoir perdu leur jeunesse, deviennent hyperactifs. Selon Kiley, cela s'expliquerait par le fait qu'ils ne savent pas se détendre.

### Impuissance sociale
Les patients présentant le Syndrome de Peter Pan ont de grandes difficultés à se faire de vrais amis. Leurs impulsions modifient leur notion du bien et du mal. Leur priorité est de se rechercher des amis et de se montrer amical aux dépens de leurs familles. Le patient présente un besoin d'appartenance car il se sent terriblement isolé, angoissant de se retrouver seul. Tout au long de sa vie, il aura beaucoup de mal à atteindre l'autosatisfaction. Une fausse fierté l'empêche constamment d'accepter ses propres limitations.

### Pensée magique
Les patients atteints du Syndrome de Peter Pan ont recours à des « pensées magiques » pour ne pas admettre leurs fautes, des faux-fuyants intellectuels tels que : « quoi qu'il en soit, j'ai raison parce que… autrement, ceci ne peut être que la faute des autres », qui leur permettent de se protéger de toute attaque. Ce processus les protège en leur évitant le besoin de surmonter leur impuissance sociale et leur paralysie émotionnelle. Cela les pousse souvent à abuser de drogues, croyant pouvoir faire disparaître leurs problèmes sous l'effet de ces dernières.

### Problèmes avec la mère
Le patient ressent de la colère et de la culpabilité envers sa mère. Il cherche à se libérer de l'influence maternelle mais se sent à chaque fois coupable lorsqu'il essaye de le faire. En présence de la mère, l'atmosphère devient tendue, ponctuée de moments de sarcasme, compensés par des instants de gentillesse. Les plus jeunes patients appellent à la pitié de leur mère pour obtenir ce qu'ils veulent, principalement de l'argent. Le patient s'emporte souvent violemment au cours de discussion, avant de s'excuser avec insistance. Les patients plus âgés ressentent moins cette ambivalence mais la remplacent par de la culpabilité, car ils savent qu'ils ont fait souffrir leur mère.

### Problèmes avec le père
Le patient a une très forte envie d'être proche du père mais est persuadé qu'il ne pourra jamais recueillir l'amour et l'approbation paternels. Les patients plus âgés idolâtrent toujours la figure paternelle. Ils n'admettent jamais ses limites et acceptent encore moins les fautes de ce dernier. Une grande partie des difficultés rencontrées par le patient face aux figures autoritaires provient de ses problèmes avec son père.

### Problèmes sexuels
L'impuissance sociale du patient se retrouve dans la vie sexuelle de celui-ci. Peu de temps après la puberté, le patient se met à la recherche d'une petite amie mais l'immaturité et l'infantilisme dont il fait preuve l'en empêchent. Il cache sa peur d'être rejeté et sa sensibilité derrière un masque de macho, cruel et sans cœur. Souvent, le patient perd sa virginité vers l'âge de 20–22 ans, ce qui l'embarrasse et le pousse à mentir, jusqu'à parler de viol, de se vanter de la façon dont il s'est imposé ou prévoit de s'imposer auprès des filles. Une fois que le patient n'est plus vierge, il pèche parfois par l'excès inverse, couchant avec toutes les filles qui veulent bien de lui, dans le seul but de se prouver qu'il n'est pas impuissant. Lorsqu'il réussit à s'attacher à une femme, cela dure généralement longtemps. Il peut se montrer extrêmement jaloux et sait très bien attirer la pitié de sa femme. Quand il se trouve en présence d'une femme indépendante, une femme qui s'affirme, le sujet ne ressent que de la colère, voire de la rage. Il a besoin d'une femme dépendante qu'il puisse protéger. Le patient se sent incapable d'affronter sur un pied d'égalité une femme sûre d'elle, cela a pour effet que le patient rabaisse la femme en question. Il montre un intérêt certain à montrer ses émotions à une femme mais aussi une peur que ses amis le considèrent comme faible et peu viril, il nie donc cet aspect de sa personnalité.